# Ballistic: Ecks vs. Sever
Ballistic: Ecks vs. Sever is een actiefilm uit 2002 met in de hoofdrollen Antonio Banderas en Lucy Liu. Liu en Banderas zijn geheim agenten met tegengestelde belangen maar gedurende de film een gezamenlijk belang gaan nastreven. De film werd door critici alom neergesabeld omdat deze volgens hen een zeer onsamenhangend plot kent. De film werd geregisseerd door de Thaise regisseur Kaosayananda Wych.

## Rolverdeling
- Antonio Banderas als F.B.I. Agent Jeremiah Ecks
- Lucy Liu als agent Sever
- Gregg Henry als DIA-directeur Robert Gant / Agent Clark
- Ray Park als A.J. Ross
- Talisa Soto als Rayne Gant / Vinn Ecks
- Miguel Sandoval als Julio Martin
- Terry Chen als agent Harry Lee
- Roger R. Cross als Zane
- Sandrine Holt als agent Bennett
- Steve Bacic als agent Fleming
- Aidan Drummond als Michael Gant
- Eric Breker als agent Curtis
- Tony Alcantar als Edgar Moore
- David Parker als Dark Suit #1
- Josephine Jacob als Pretty Girl
- David Palffy als Sleazy Man
- David Pearson als VPD-officier
- John McConnach als Escort Agent
- Norm Sherry als Ross Sniper
- Brian Drummond als VPD-officier
- Ashley Kobayashi als Mali
- Lenora Wong als de vrouw van Harry
- Joel Kramer als buschauffeur
- John DeSantis als busconducteur
- Charles Andre als agent Addis
- Mike Dopud als DIA-agent
- Jim Filippone als DIA-piloot